# Elsie Driggs

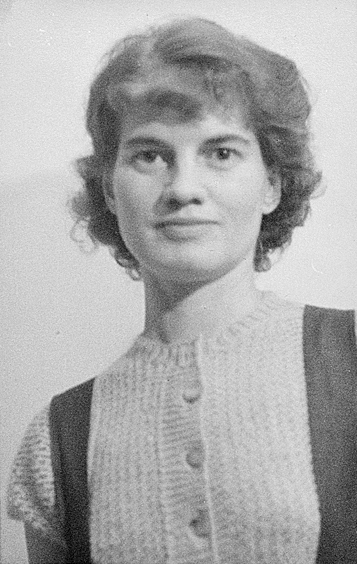
Elsie Driggs, 1927. Elsie Driggs papers, Archives of American Art, Smithsonian Institution

Elsie Driggs (* 5. August 1898 in Hartford, Connecticut; † 12. Juli 1992 in New York City) war eine amerikanische Malerin des Präzisionismus (engl. Precisionism). Sie war die einzige Frau, die zu dieser Stilrichtung der 1920er Jahre einen wirkungsvollen Beitrag leistete. Später wurde sie für ihre floralen und figurativen Aquarelle, Pastelle und Ölgemälde bekannt.

## Leben
Elsie Driggs wurde 1898 in Hartford, Connecticut, geboren und wuchs ab etwa 1908 im New Yorker Vorort New Rochelle auf. 1918 begann sie ein Studium an der Art Students League of New York, unter anderem bei George Luks, John French Sloan und Maurice Sterne. Von 1922 bis 1924 bereiste sie Italien, wo sie sich insbesondere für die Kunst der Renaissance, insbesondere für die von Piero della Francesca, begeisterte. Nach ihrer Rückkehr ließ sie sich in New York nieder und wurde von der Charles Daniel Gallery vertreten. Dort wurde sie Teil der Gruppe der Precisionisten, zu denen auch Charles Sheeler und Charles Demuth gehörten. Sie stellte dort regelmäßig aus und erhielt 1928 ihre erste Einzelausstellung. 1935 heiratete sie den Künstler Lee Gatch, zog nach Lambertville in New Jersey und bekam eine Tochter. Viele Jahre arbeitete sie ohne eigenes Atelier. In den 1930er Jahren war sie in New-Deal-Kunstprojekten wie dem PWAP und dem Treasury Relief Art Project aktiv. Nach dem Tod ihres Mannes im Jahr 1968 kehrte sie nach New York zurück, wo sie bis zu ihrem Tod am 12. Juli 1992 weiterarbeitete.

## Werk
Elsie Driggs ist die einzige Frau, die dem amerikanischen Präzisionismus zugeordnet wird. In den 1920er Jahren malte sie Industriepanoramen wie Pittsburgh (1926–27), Queensborough Bridge (1927) und Aeroplane (1928). Darin stellte sie Fabriken, Brücken und Flugzeuge in klaren, geometrischen Formen mit scharf gezeichneten Umrissen und einer reduzierten Farbpalette dar. Ihre Kompositionen kombinierten kubistische Strenge mit einer emotionalen Komponente und wurden teils als „New Classicism“ bezeichnet.
Ab den 1930er Jahren wandte sie sich verstärkt floralen und figurativen Aquarellen, Pastellen und Ölzeichnungen mit verspielter Linienführung und symbolisch-poetischen Motiven zu. Sie experimentierte mit Aquarell-Pastell-Collagen, angeregt durch die Malübungen ihrer Tochter. In den späten Jahrzehnten des 20. Jahrhunderts schuf sie assemblageartige Mischtechniken sowie weiterhin figurative Ölgemälde und gelegentlich neo-precisionistische Arbeiten.